# Mount Ayliff
Mount Ayliff este un oraș din provincia Oos-Kaap, Africa de Sud.